# Huitième circonscription de Paris de 1988 à 2012
Pour les articles homonymes, voir Huitième circonscription de Paris de 1958 à 1986 et Huitième circonscription de Paris depuis 2012.
La huitième circonscription de Paris est l'une des 21 circonscriptions électorales françaises que compte le département de Paris (75) situé en région Île-de-France de 1988 à 2012. D'après les chiffres de l'Institut National de la Statistique et des Études Économiques (INSEE) de 1999, la population de cette circonscription est estimée à 110 910 habitants.

## Évolution de la circonscription
Entre 1988, année des premières élections après le rétablissement du scrutin uninominal majoritaire par circonscription, et le redécoupage des circonscriptions réalisé en 2010, la circonscription recouvre trois quartiers du 12e arrondissement : Bercy, Picpus et Bel-Air.
Cette délimitation s'applique donc aux IXe, Xe, XIe, XIIe et XIIIe législatures de la Cinquième République française.
Cette huitième circonscription de Paris correspond à l'adjonction des onzième et douzième circonscriptions de la période 1958-1986.
En 2012, cette circonscription a été intégrée à la nouvelle huitième circonscription.

## Députés

### Élection du 16 mars 1986 au scrutin proportionnel
En 1985, le Président de la République François Mitterrand change le mode de scrutin des députés en rétablissant le scrutin proportionnel. Le nombre de députés du département de Paris est ramené de 31 à 21.
| Législature | Début de mandat | Fin de mandat | Député élu           |  | Parti politique | Observations                                                       |
| ----------- | --------------- | ------------- | -------------------- |  | --------------- | ------------------------------------------------------------------ |
| VIIIe       | 2 avril 1986    | 14 mai 1988   | Pierre de Bénouville |  | RPR             | mandat écourté à la suite d'une dissolution de François Mitterrand |

### Liste des députés de 1988 à 2012
Après les élections du 16 mars 1986, le nouveau Premier ministre Jacques Chirac rétablissait le scrutin majoritaire à deux tours. Le nombre de députés était maintenu à 21 et les circonscriptions électorales antérieures étaient donc ramenées de 31 à 21. L'ancienne onzième circonscription et l'ancienne douzième circonscription fusionnèrent pour former la nouvelle huitième circonscription.
| Législature | Début de mandat | Fin de mandat  | Député               | Parti politique | Observations                                                                          |
| ----------- | --------------- | -------------- | -------------------- | --------------- | ------------------------------------------------------------------------------------- |
| IXe         | 23 juin 1988    | 1er avril 1993 | Pierre de Bénouville | RPR             |                                                                                       |
| Xe          | 2 avril 1993    | 21 avril 1997  | Jean de Gaulle       | RPR             | Mandat écourté à la suite d'une dissolution parlementaire décidée par Jacques Chirac. |
| XIe         | 12 juin 1997    | 18 juin 2002   | Jean de Gaulle       | RPR             |                                                                                       |
| XIIe        | 19 juin 2002    | 19 juin 2007   | Jean de Gaulle       | RPR             | Démissionnaire, non remplacé                                                          |
| XIIIe       | 20 juin 2007    | 19 juin 2012   | Sandrine Mazetier    | PS              |                                                                                       |

## Résultats électoraux

### Élections législatives de 1988
| Candidat                                | Candidat                           | Parti          | Premier tour | Premier tour | Second tour | Second tour |  |
| Candidat                                | Candidat                           | Parti          | Voix         | %            | Voix        | %           |  |
| --------------------------------------- | ---------------------------------- | -------------- | ------------ | ------------ | ----------- | ----------- |  |
|                                         | Pierre de Bénouville sortant réélu | RPR (URC)      | 19 412       | 47,97        | 23 732      | 55,76       |  |
|                                         | Stélio Farandjis                   | PS             | 14 625       | 36,14        | 18 828      | 44,24       |  |
|                                         | Jean-François Delenda              | FN             | 3 894        | 9,62         |             |             |  |
|                                         | Roland Wlos                        | PCF            | 2 346        | 5,80         |             |             |  |
|                                         | Denise Darvey                      | Divers         | 190          | 0,47         |             |             |  |
|                                         |                                    |                |              |              |             |             |  |
| Inscrits                                | Inscrits                           | Inscrits       | 64 806       | 100,00       | 64 806      | 100,00      |  |
| Abstentions                             | Abstentions                        | Abstentions    | 23 787       | 36,7         | 21 438      | 33,08       |  |
| Votants                                 | Votants                            | Votants        | 41 019       | 63,3         | 43 368      | 66,92       |  |
| Blancs et nuls                          | Blancs et nuls                     | Blancs et nuls | 555          | 1,35         | 808         | 1,86        |  |
| Exprimés                                | Exprimés                           | Exprimés       | 40 464       | 98,65        | 42 560      | 98,14       |  |
| Source : Le Monde des 7 et 14 juin 1988 |                                    |                |              |              |             |             |  |

Le suppléant de Pierre de Bénouville était Jean-Pierre Bechter, sous-préfet, Premier adjoint au maire du 12ème arrondissement.

### Élections législatives de 1993
| Candidat              | Candidat                     | Parti                      | Premier tour | Premier tour | Second tour | Second tour |  |
| Candidat              | Candidat                     | Parti                      | Voix         | %            | Voix        | %           |  |
| --------------------- | ---------------------------- | -------------------------- | ------------ | ------------ | ----------- | ----------- |  |
|                       | Jean de Gaulle sortant réélu | RPR (UPF)                  | 19 408       | 46,59        | 23 300      | 61,72       |  |
|                       | Éric Chevaillier             | PS (ADFP)                  | 7 261        | 17,43        | 14 453      | 38,28       |  |
|                       | Jean-Joseph Richard          | FN                         | 4 574        | 10,98        |             |             |  |
|                       | François Breteau             | Les Verts (EÉ)             | 4 309        | 10,34        |             |             |  |
|                       | José Espinosa                | PCF                        | 2 209        | 5,30         |             |             |  |
|                       | Pierrette Dutheil            | Divers écologiste (LT-LNÉ) | 918          | 2,20         |             |             |  |
|                       | Gérard Chauvin               | LO                         | 759          | 1,82         |             |             |  |
|                       | Gisèle Sebag                 | MDC                        | 744          | 1,79         |             |             |  |
|                       | Florence Alazia              | MDR                        | 576          | 1,38         |             |             |  |
|                       | Marc Jomeau                  | Divers droite              | 524          | 1,26         |             |             |  |
|                       | Pierre-François Grond        | LCR                        | 320          | 0,77         |             |             |  |
|                       | Charles Munsch               | Divers (PLN)               | 51           | 0,12         |             |             |  |
|                       |                              |                            |              |              |             |             |  |
| Inscrits              | Inscrits                     | Inscrits                   | 63 464       | 100,00       | 63 464      | 100,00      |  |
| Abstentions           | Abstentions                  | Abstentions                | 20 398       | 32,14        | 22 722      | 35,8        |  |
| Votants               | Votants                      | Votants                    | 43 066       | 67,86        | 40 742      | 64,2        |  |
| Blancs et nuls        | Blancs et nuls               | Blancs et nuls             | 1 413        | 3,28         | 2 989       | 7,34        |  |
| Exprimés              | Exprimés                     | Exprimés                   | 41 653       | 96,72        | 37 753      | 92,66       |  |
| Source : Data.gouv.fr |                              |                            |              |              |             |             |  |

Le suppléant de Jean de Gaulle était Jean-François Pernin, UDF.

### Élections législatives de 1997
| Candidat       | Candidat                     | Parti          | Premier tour | Premier tour | Second tour | Second tour |  |
| Candidat       | Candidat                     | Parti          | Voix         | %            | Voix        | %           |  |
| -------------- | ---------------------------- | -------------- | ------------ | ------------ | ----------- | ----------- |  |
|                | Sandrine Mazetier            | PS             | 10 247       | 25,86        | 19 707      | 47,19       |  |
|                | Jean de Gaulle sortant réélu | RPR            | 9 285        | 23,43        | 22 050      | 52,81       |  |
|                | Jean-Pierre Bechter          | diss. RPR      | 6 497        | 16,39        |             |             |  |
|                | Stéphane Téot                | FN             | 4 134        | 10,43        |             |             |  |
|                | José Espinosa                | PCF            | 2 288        | 5,77         |             |             |  |
|                | Christophe Najdovski         | Les Verts      | 1 577        | 3,98         |             |             |  |
|                | Gérard Chauvin               | LO             | 954          | 2,41         |             |             |  |
|                | Pascale de Lausun            | LDI (MPF)      | 851          | 2,15         |             |             |  |
|                | Gisèle Sebag                 | MDC            | 681          | 1,72         |             |             |  |
|                | Philippe Abramowicz          | GÉ             | 461          | 1,16         |             |             |  |
|                | Thierry Jaccaud              | MÉI            | 447          | 1,13         |             |             |  |
|                | Boris Darceaux               | SÉGA           | 329          | 0,83         |             |             |  |
|                | Christel Pesme               | LCR            | 325          | 0,82         |             |             |  |
|                | Olivier Durand               | Sans étiquette | 313          | 0,79         |             |             |  |
|                | Véronique Gagey              | US4J           | 310          | 0,78         |             |             |  |
|                | René Thévenot                | Divers         | 265          | 0,67         |             |             |  |
|                | Jean-Marc Brockly            | LT-LNÉ         | 169          | 0,43         |             |             |  |
|                | Hélène Delecourt             | Divers         | 114          | 0,29         |             |             |  |
|                | Patrice Métreau              | PT             | 98           | 0,25         |             |             |  |
|                | Jean-Marc Taboulet           | Divers droite  | 90           | 0,23         |             |             |  |
|                | Autres candidats             | Divers         | 286          | 0,72         |             |             |  |
|                |                              |                |              |              |             |             |  |
| Inscrits       | Inscrits                     | Inscrits       | 63 379       | 100,00       | 63 360      | 100,00      |  |
| Abstentions    | Abstentions                  | Abstentions    | 22 559       | 35,59        | 19 776      | 31,21       |  |
| Votants        | Votants                      | Votants        | 40 820       | 64,41        | 43 584      | 68,79       |  |
| Blancs et nuls | Blancs et nuls               | Blancs et nuls | 1 189        | 2,91         | 1 827       | 4,19        |  |
| Exprimés       | Exprimés                     | Exprimés       | 39 631       | 97,09        | 41 757      | 95,81       |  |

Le suppléant de Jean de Gaulle était Jean-Pierre Burriez, UDF-DL, fonctionnaire, conseiller de Paris de 1983 à 2001.

### Élections législatives de 2002
|                              | Maryse Arditi                | Les Verts (PS)            | 15 101 | 33,63  | 19 857  | 47,80   |  |  |  |  |  |
|                              | Jean de Gaulle sortant réélu | UMP                       | 12 748 | 28,39  | 21 681  | 52,20   |  |  |  |  |  |
|                              | Jean-Pierre Bechter          | Divers droite             | 8 567  | 19,08  | Retrait | Retrait |  |  |  |  |  |
|                              | Pierre Legaud                | FN                        | 2 762  | 6,15   |         |         |  |  |  |  |  |
|                              | Michèle Camous               | PCF                       | 906    | 2,02   |         |         |  |  |  |  |  |
|                              | Jean-Baptiste Dufourcq       | Pôle républicain          | 838    | 1,87   |         |         |  |  |  |  |  |
|                              | Stéphanie Chauvin            | LCR                       | 809    | 1,80   |         |         |  |  |  |  |  |
|                              | Thérèse Guenegan             | Divers écologiste (Cap21) | 452    | 1,01   |         |         |  |  |  |  |  |
|                              | Henri Schwebel               | Divers (ÉD)               | 437    | 0,97   |         |         |  |  |  |  |  |
|                              | Sonora Sanchez-Ventura       | RPF                       | 292    | 0,65   |         |         |  |  |  |  |  |
|                              | André Fages                  | Divers écologiste         | 268    | 0,60   |         |         |  |  |  |  |  |
|                              | Michel Turmel                | LO                        | 242    | 0,54   |         |         |  |  |  |  |  |
|                              | Renaud Favier                | Divers                    | 212    | 0,47   |         |         |  |  |  |  |  |
|                              | Éliane Dumont                | MNR                       | 175    | 0,39   |         |         |  |  |  |  |  |
|                              | Véronique Robert             | Divers écologiste (MÉI)   | 163    | 0,36   |         |         |  |  |  |  |  |
|                              | Pascale Perrier              | Extrême gauche            | 150    | 0,33   |         |         |  |  |  |  |  |
|                              | Marie-Christine Phillips     | MPF                       | 150    | 0,33   |         |         |  |  |  |  |  |
|                              | Marie-Paule Lemmonier        | Extrême gauche (PT)       | 147    | 0,33   |         |         |  |  |  |  |  |
|                              | Maria Matys                  | Divers gauche (ND)        | 131    | 0,29   |         |         |  |  |  |  |  |
|                              | Jean-Pierre Planchet         | Divers droite (CNIP)      | 117    | 0,26   |         |         |  |  |  |  |  |
|                              | Nicolas Cherrier             | Divers écologiste (GÉ)    | 71     | 0,16   |         |         |  |  |  |  |  |
|                              | Alain Marois                 | Divers gauche             | 63     | 0,14   |         |         |  |  |  |  |  |
|                              | François Dutemple            | CPNT                      | 50     | 0,11   |         |         |  |  |  |  |  |
|                              | Antoine Reveilleau           | Divers                    | 31     | 0,07   |         |         |  |  |  |  |  |
|                              | Alain Picaud                 | Divers droite (PF)        | 27     | 0,06   |         |         |  |  |  |  |  |
|                              |                              |                           |        |        |         |         |  |  |  |  |  |
| Inscrits                     | Inscrits                     | Inscrits                  | 64 202 | 100,00 | 64 184  | 100,00  |  |  |  |  |  |
| Abstentions                  | Abstentions                  | Abstentions               | 18 717 | 29,15  | 21 308  | 33,2    |  |  |  |  |  |
| Votants                      | Votants                      | Votants                   | 45 485 | 70,85  | 42 876  | 66,8    |  |  |  |  |  |
| Blancs et nuls               | Blancs et nuls               | Blancs et nuls            | 576    | 1,27   | 1 338   | 3,12    |  |  |  |  |  |
| Exprimés                     | Exprimés                     | Exprimés                  | 44 909 | 98,73  | 41 538  | 96,88   |  |  |  |  |  |
| Source : Assemblée nationale |                              |                           |        |        |         |         |  |  |  |  |  |

Le suppléant de Jean de Gaulle était Jean-Pierre Burriez.

### Élections législatives de 2007
| Candidat                                                      | Candidat               | Parti                                | Premier tour | Premier tour | Second tour | Second tour |
| Candidat                                                      | Candidat               | Parti                                | Voix         | %            | Voix        | %           |
| ------------------------------------------------------------- | ---------------------- | ------------------------------------ | ------------ | ------------ | ----------- | ----------- |
|                                                               | Arno Klarsfeld         | UMP                                  | 16 487       | 35,76        | 19 588      | 44,15       |
|                                                               | Sandrine Mazetier élue | PS                                   | 15 463       | 33,54        | 24 783      | 55,85       |
|                                                               | Jean-François Pernin   | UDF–MoDem                            | 5 673        | 12,31        |             |             |
|                                                               | Pénélope Komitès       | Les Verts                            | 1 693        | 3,67         |             |             |
|                                                               | Philippe Coulnecheff   | FN                                   | 1 140        | 2,47         |             |             |
|                                                               | Nicolas Bonnet         | PCF                                  | 1 036        | 2,25         |             |             |
|                                                               | Jean-Luc Romero        | Divers droite                        | 897          | 1,95         |             |             |
|                                                               | Manuele Perez          | Extrême gauche (LCR)                 | 890          | 1,93         |             |             |
|                                                               | José Espinosa          | Extrême gauche (Extrême gauche (GA)) | 613          | 1,33         |             |             |
|                                                               | Marc d'Here            | NC                                   | 533          | 1,16         |             |             |
|                                                               | Yoan-Sophie Gautier    | Divers droite                        | 304          | 0,66         |             |             |
|                                                               | Arnaud Monnet          | Divers droite                        | 299          | 0,65         |             |             |
|                                                               | Paul Baure             | Divers écologiste (LT-LNÉ)           | 283          | 0,61         |             |             |
|                                                               | Françoise Rousse       | Divers (LFA)                         | 255          | 0,55         |             |             |
|                                                               | Michel Turmel          | Extrême gauche (LO)                  | 184          | 0,40         |             |             |
|                                                               | Michel Boulanger       | Extrême droite (MNR)                 | 157          | 0,34         |             |             |
|                                                               | Christiane Chavane     | Divers droite (AL)                   | 98           | 0,21         |             |             |
|                                                               | Patrice Metreau        | Extrême gauche (PT)                  | 93           | 0,20         |             |             |
|                                                               | Joël Bouard            | Divers (D&L)                         | 2            | 0,00         |             |             |
|                                                               | Michel Decollogne      | Divers                               | 0            | 0,00         |             |             |
|                                                               |                        |                                      |              |              |             |             |
| Inscrits                                                      | Inscrits               | Inscrits                             | 70 833       | 100,00       | 70 824      | 100,00      |
| Abstentions                                                   | Abstentions            | Abstentions                          | 24 292       | 34,29        | 25 244      | 35,64       |
| Votants                                                       | Votants                | Votants                              | 46 541       | 65,71        | 45 580      | 64,36       |
| Blancs et nuls                                                | Blancs et nuls         | Blancs et nuls                       | 441          | 0,95         | 1 209       | 2,65        |
| Exprimés                                                      | Exprimés               | Exprimés                             | 46 100       | 99,05        | 44 371      | 97,35       |
| Source : Ministère de l'Intérieur et Le Monde du 11 juin 2007 |                        |                                      |              |              |             |             |